# 眾生揚聲歌頌
《眾生揚聲歌頌》（英語：Lift Every Voice and Sing）是詹姆斯·韦尔登·约翰逊于1900年作词的赞美诗，后来由他的兄弟约翰·罗莎蒙德·约翰逊作曲。赞美诗以19世纪末的非裔美国人为背景。
在1900年此诗被首次朗诵后，《眾生揚聲歌頌》在黑人社区中广为流传，全国有色人种协进会在1917年开始将这首赞美诗作为“黑人国歌”来推广。它被收录在42个不同的基督教赞美诗集中，也曾被多名美国黑人歌手和音乐家演唱。

## 历史
佛罗里达州杰克逊维尔的佛罗里达浸信会学院主席詹姆斯·韦尔登·约翰逊曾试图写一首诗来纪念林肯的生日。但由于当时正在进行民权运动，约翰逊决定写一首以美国黑人在重建时期（包括吉姆·克劳法在美國南部实行的时期）的斗争为主题的诗。1900年，《眾生揚聲歌頌》首次被500名学生朗诵。他的兄弟约翰·罗莎蒙德·约翰逊后来将这首诗谱成了音乐。
1901年大火后，约翰逊夫妇搬到了纽约市，在百老汇追求事业。在随后的几年里，《眾生揚聲歌頌》在黑人社区内传唱。约翰逊写道：“杰克逊维尔的学生们一直在唱这首歌；他们到其他学校去唱；他们成为老师，把它教给其他孩子。在20年内，它在国家的南部和一些其他地区被传唱”。

## 认可

### 黑人国歌
1919年，全国有色人种协进会（NAACP）将《眾生揚聲歌頌》作为官方歌曲。1920年，NAACP将这首歌曲称为“黑人国歌”（Negro national anthem，后来又称）。詹姆斯·韦尔登·约翰逊在第二年被任命为NAACP的第一任执行秘书。
将《眾生揚聲歌頌》称为“黑人国歌”也受到了一些批评。传统黑人大学克拉克亚特兰大大学副教授蒂莫西·阿斯库（Timothy Askew）认为，使用“黑人国歌”一词可能错误地暗示了黑人社区的分离主义愿望，且这首赞美诗的歌词并没有提到任何特定的种族（这也吸引了人们在非裔美国人社区之外表演此曲）。一些保守派评论员也同样批评将《眾生揚聲歌頌》称为“黑人国歌”体现了分裂主义，是对作为美国国歌的《星条旗》的贬低。
针对阿斯库的言论，有色人种协进会宣传和政策高级副总裁希拉里·O·谢尔顿（Hilary O. Shelton）告诉CNN，“黑人国歌被一个非常跨种族的群体采用和欢迎，它表达了成为我们社会中完整的一等公民的希望。”，《眾生揚聲歌頌》经常与“星条旗”一起演唱，或者在全国有色人种协进会活动中与效忠誓言一起演唱，“在我们作为一个组织和在美国的行动中很明显，我们是关于包容，而不是排斥。声称我们作为非裔美国人想要组建一个联盟或因为一首歌而将自己与白人分开，这让我感到莫名其妙。”
2022年2月，众议员吉姆·克莱本（Jim Clyburn）宣布，他打算提议将《眾生揚聲歌頌》指定为美国的“国家赞美诗”。

### 雕塑
奥古斯塔·萨维奇创作了一个以这首歌命名的雕塑，该雕塑在1939年纽约世界博览会上展出。

## 知名演唱和作品
1923年，男性福音团体曼哈顿和谐四人组（Manhattan Harmony Four ）将这首赞美诗录制为“眾生揚聲歌頌（黑人国歌）”（Lift Every Voice and Sing (National Negro Anthem)）。它于2016年被列入国家录音登记册。
马娅·安杰卢在1969年自传《我知道笼中鸟为何歌唱》中写道，在马娅八年级的毕业典礼上，在一位白人学校官员破灭了她同学的教育愿望之后，观众和学生都唱起了这首赞美诗。
1975年，詹姆士·布朗在穆罕默德·阿里对查克·维普纳的拳击比赛前演奏美国国歌时，引用了这首赞美诗中的一段歌词。
1990年，歌手梅尔巴·摩尔发布了该赞美诗的现代版本，此歌曲由R&B艺术家斯蒂芬妮·米尔斯、弗雷迪·杰克逊、安妮塔·貝克、迪翁·沃里克、鲍比·布朗、史蒂维·旺德、杰弗里·奥斯本和霍华德·休伊特；以及福音艺术家BeBe & CeCe Winans、Take 6和克拉克姐妹协助录制。后来，《眾生揚聲歌頌》被沃尔特·E·福恩特罗伊录入国会记录。它还在2016年被列入国家录音登记册。
2008年，爵士歌手雷内·玛丽应邀在科罗拉多州丹佛的一次活动中演唱国歌，但她使用国歌的旋律演唱了《眾生揚聲歌頌》的歌词，引发批评。总统候选人巴拉克·奥巴马（后来成为美国总统）被问及此事件时表示，“如果她被要求唱国歌，她应该唱（《星条旗》）那首歌。《眾生揚聲歌頌》是一首美妙的歌曲，但我们只有一首国歌。”
2009年1月20日，共同创立了南方基督教领袖会议并担任其前主席的民权运动领袖约瑟夫·拉维牧师在巴拉克·奥巴马总统的就职典礼上朗诵了这首赞美诗的第三节，开始了他的祝祷。
晚间娱乐节目《斯蒂芬·科拜尔晚间秀》的乐队指挥乔恩·巴蒂斯特在节目中接待黑人嘉宾时，偶尔会将《眾生揚聲歌頌》纳入其乐队Stay Human演奏的音乐中；他表示，这首赞美诗“将我们与所有站在我们肩膀上的人的历史联系起来——他们为我们享有的和我们正在努力改善的自由而游行、战斗和牺牲。”

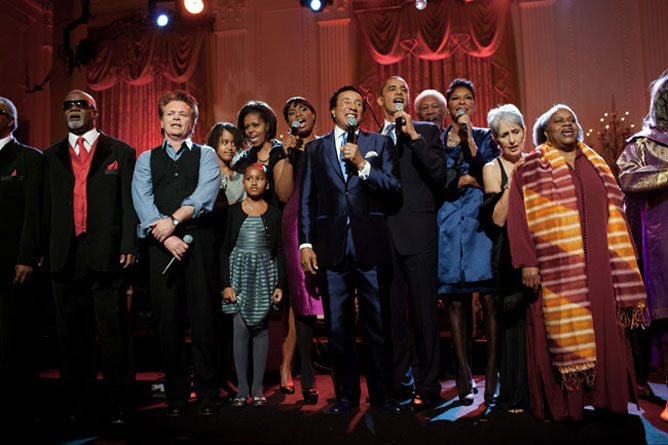
2014年，巴拉克·奥巴马的家庭和史摩基·羅賓森等人在白宫演唱《眾生揚聲歌頌》。

2016年9月24日，在奥巴马发表主旨演讲的非裔美國人歷史和文化國家博物館开幕仪式结束时，女中音歌唱家丹尼斯·格雷夫斯和合唱团演唱了这首赞美诗。
2017年10月19日，当白人至上主义领袖理查德·斯宾塞在佛罗里达大学发表演讲时，该大学的鐘琴演奏了《眾生揚聲歌頌》，以传达团结的信息。
2018年4月14日，碧昂絲在科切拉音乐节的主场演出中演唱了《眾生揚聲歌頌》。
2018年5月，这首歌由摩尔门大会堂唱诗班在一期《Music & the Spoken Word》节目中演唱。当时参加演出的是有色人种协进会的成员，他们在盐湖城参加全国领导会议。

### 乔治·弗洛伊德抗议活动以来的突出表现
2020年5月，因乔治·弗洛伊德被警察谋杀，全美国爆发抗议活动。《眾生揚聲歌頌》因在示威活动中被传唱开始受到更广泛的关注。总统候选人乔·拜登（后来成为美国总统）在其解决美国种族差异的行动计划中引用了这首赞美诗，该计划名为《眾生揚聲：拜登的美国黑人计划》（Lift Every Voice: The Biden Plan for Black America）。2020年6月19日，Google在其主页上推出了以六月节为主题的涂鸦，以《眾生揚聲歌頌》的第一节为背景。2021年，凡妮莎·威廉斯在公共广播公司（PBS）的独立日特别节目《国会第四日》中演唱了《眾生揚聲歌頌》，纪念六月节被承认为联邦假日。

## 歌词
| Lift every voice and sing, 'Til earth and heaven ring, Ring with the harmonies of Liberty; Let our rejoicing rise High as the listening skies, Let it resound loud as the rolling sea. Sing a song full of the faith that the dark past has taught us, Sing a song full of the hope that the present has brought us; Facing the rising sun of our new day begun, Let us march on 'til victory is won. Stony the road we trod, Bitter the chastening rod, Felt in the days when hope unborn had died; Yet with a steady beat, Have not our weary feet Come to the place for which our fathers died. We have come over a way that with tears has been watered, We have come, treading our path through the blood of the slaughtered, Out from the gloomy past, 'Til now we stand at last Where the white gleam of our bright star is cast. God of our weary years, God of our silent tears, Thou who has brought us thus far on the way; Thou who has by Thy might Led us into the light, Keep us forever in the path, we pray. Lest our feet stray from the places, our God, where we met Thee, Lest our hearts drunk with the wine of the world, we forget Thee; Shadowed beneath Thy hand, May we forever stand, True to our God, True to our native land. | 眾生揚聲歌頌 直到大地和天堂响起 响起自由的和声 让我们的欣喜升起 高如聆听的天空 让它如翻滚的大海一样响亮 唱一首充满了黑暗的过去教会我们的信心的歌 唱一首充满了现在带给我们的希望的歌 面对升起的太阳我们新的一天来临 让我们继续前行，直到赢得胜利 我们走过多石的路 挨过毒杖之苦 感受未生的希望已死的日子 但我们的脚步沉稳 我们疲惫的脚步不是已经 来到了我们父辈为之牺牲的地方 我们来了，走过一条用泪水浇灌的路 我们来了，踏着被屠杀者的血迹走来 走出阴暗的过去 直到现在我们终于站在 我们明亮的星的白光照耀的地方 我们疲惫岁月的上帝 我们无声泪水的上帝 你带我们走了这么远的路 你以你的力量 带领我们走向光明 我们祈祷，让我们永远走在路上 免得我们的脚离开我们遇见你的地方，我们的上帝 免得我们的心醉在世界的酒里，忘记了你 在你手掌的阴影下 愿我们永远站立 忠于我们的上帝 忠于我们的祖国 |
| —英文原文 | —中文直译 |